# Leonardo Sandri
Leonardo Sandri (Buenos Aires, 18 de noviembre de 1943) es un cardenal argentino, prefecto emérito del Dicasterio para las Iglesias Orientales y consejero de la Comisión Pontificia para América Latina (CAL), entre otros.
Desde el 24 de enero de 2020 es vicedecano del Colegio Cardenalicio, sucediendo al cardenal italiano Giovanni Battista Re.

## Biografía

### Primeros años y formación

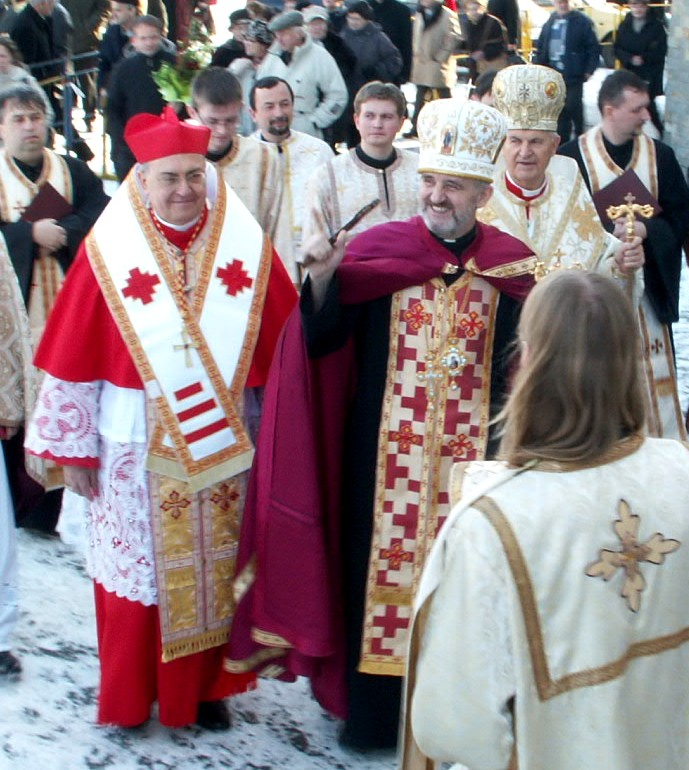
Sandri en una ceremonia interreligiosa.

De una familia de origen italiano comenzó su carrera eclesiástica en el Seminario Metropolitano de Buenos Aires, licenciándose en Teología, posteriormente, en la Facultad de Teología, de Buenos Aires; doctor de Derecho canónico por la Pontificia Universidad Gregoriana de Roma mientras residía en el Pontificio Colegio Pío-Latinoamericano de Roma; su formación diplomática la realiza en la Pontificia Academia Eclesiástica. Aparte del castellano habla italiano, francés, inglés y alemán.

### Sacerdocio
Ordenado el 2 de diciembre de 1967. Fue incardinado en la arquidiócesis de Buenos Aires como vicario parroquial y secretario del Cardenal Juan Carlos Aramburu. Enviado a Roma a continuar sus estudios en 1970; ingresó al servicio diplomático de la Santa Sede en 1974. Sirvió en las nunciaturas en Madagascar y Mauricio; en la Secretaría de Estado, 1977 a 1989; y en la nunciatura en los Estados Unidos de América como observador permanente de la Santa Sede ante la Organización de Estados Americanos (OEA), 1989 a 1991. Administrador de la prefectura de la Casa Pontificia, el 22 de agosto de 1991. Asesor de la Secretaría de Estado para asuntos generales, un 2 de abril de 1992.

## Episcopado

### Arzobispo de Cittanova
Electo Arzobispo de Cittanova (Æmona) y nombrado nuncio en Venezuela, el 22 de julio de 1997. Consagrado el 11 de octubre de 1997, en la basílica de San Pedro, por el cardenal Angelo Sodano, Secretario de Estado, como co-consagrantes el cardenal Juan Carlos Aramburu, Arzobispo emérito de Buenos Aires, y Giovanni Battista Re, arzobispo titular de Vescovio, Substituto de la Secretaría de Estado para Asuntos Generales. Fue Nuncio en México, desde el 1 de marzo de 2000 hasta ser nombrado Sustituto de la Secretaría de Estado para Asuntos Generales, el 16 de septiembre de 2000. 
Durante la enfermedad del papa Juan Pablo II, Sandri estuvo a cargo de la lectura de sus mensajes cuando esta no le permitió al pontífice leerlos.
El 2 de abril de 2005, fue el encargado de anunciar públicamente la muerte de Juan Pablo II en la Plaza de San Pedro:

"Carissimi fratelli e sorelle..., alle 21:37..., il nostro amatissimo Santo Padre Giovanni Paolo II°..., è tornato... alla casa del Padre..., preghiamo per lui."
“Queridos hermanos y hermanas, a las 21.37 horas, nuestro amado Santo Padre Juan Pablo II, regresó a la casa del Padre, oremos por él.”
Sandri, 2 de abril de 2005

### Cardenalato
El 24 de noviembre de 2007, Benedicto XVI lo creó cardenal diácono de Santos Blas y Carlos en Catinari en el consistorio de dicho año. En ese contexto, Sandri pronunció el mensaje de agradecimiento al papa en nombre de los nuevos cardenales.
Además de esto, en este periodo fue nombrado:
- Prefecto de la Congregación para las Iglesias Orientales, sustituyendo al Cardenal Patriarca Ignacio Moisés I Daoud.
- Consejero del CAL
- Miembro de la Congregación para la Doctrina de la Fe, de la Congregación para la Evangelización de los Pueblos (Propaganda Fide), de la Congregación para los Obispos, de la Congregación para la Educación Católica, del Consejo Pontificio para la Promoción de la Unidad de los Cristianos, del Consejo Pontificio para el Diálogo Interreligioso, del Tribunal Supremo de la Signatura Apostólica, de la Pontificia Comisión para el Estado de la Ciudad del Vaticano
- Gran Canciller del Pontificio Instituto Oriental.

El 19 de mayo de 2018, luego de ser cardenal diácono durante más de diez años, decidió ser transferido al rango de cardenal presbítero.
El 28 de junio del mismo año, el papa Francisco lo elevó al rango de cardenal obispo.
El 24 de enero de 2020, el papa Francisco aprobó la elección de los cardenales obispos,  designándolo como vicedecano del Colegio Cardenalicio.
El 18 de noviembre de 2023 fue confirmado como miembro del Dicasterio para los Obispos y miembro del Supremo Tribunal de la Signatura Apostólica,  donec aliter provideatur.
El 14 de enero de 2025, la Oficina de Prensa de la Santa Sede anunció que el papa Francisco confirmó la extensión del mandato de Giovanni Battista Re y Leonardo Sandri como decano y vicedecano, respectivamente, del Colegio Cardenalicio, por otros cinco años.

### Papable
En 2013, al renunciar el papa Benedicto XVI, fue considerado papable en el Cónclave llevado a cabo ese año, en el que fue elegido el también argentino Jorge Bergoglio.

## Nombramientos en la curia romana
- El 29 de julio de 2014 fue confirmado como miembro de la Congregación para la Evangelización de los Pueblos.[27]
- El 30 de junio de 2016 fue nombrado miembro de la Secretaría para la Comunicación.[28]
- El 9 de junio de 2018 fue confirmado como prefecto de la Congregación para las Iglesias Orientales donec aliter provideatur.
- El 28 de junio de 2018, el papa Francisco elevó su título cardenalicio a la orden de cardenal obispo. Si hay un próximo Cónclave, el cardenal Sandri lo presidirá, perdiendo ese derecho por muerte, renuncia o cumplidos los 80 años requeridos para participar.
- El 1 de abril de 2019 fue confirmado como miembro de la Congregación para la Doctrina de la Fe, ad aliud quinquennium.[29]
- El 9 de febrero de 2020 fue confirmado como miembro de la Congregación para los Obispos, usque ad octogesimum annum;[30] el 28 de abril de 2020 como miembro del Pontificio Consejo para la Promoción de la Unidad de los Cristianos usque ad octogesimum annum;[31] y el 19 de mayo de 2020 como nombrado miembro del Pontificio Consejo para el Diálogo Interreligioso  usque ad octogesimum annum.[31]
- El 13 de octubre de 2020 fue confirmado como miembro de la Congregación para la Evangelización de los Pueblos usque ad octogesimum annum.[32]
- El 4 de mayo de 2021 fue confirmado como miembro del Supremo Tribunal de la Signatura Apostólica usque ad octogesimum annum.[33]
- El 22 de junio de 2021 fue confirmado como miembro de la Congregación para la Educación Católica usque ad octogesimum annum aetatis.[34]
- El 30 de noviembre de 2021 fue confirmado como miembro del Dicasterio para la Comunicación  usque ad octogesimum annum aetatis.[35]
- Tras la entrada en vigor de la constitución apostólica Praedicate evangelium el 5 de junio de 2022 pasó a ser Prefecto del Dicasterio para las Iglesias Orientales, cesando en el cargo el 21 de noviembre del mismo año.
- El 9 de mayo de 2023 fue nombrado miembro de la Sección para la primera evangelización y las nuevas Iglesias particulares del Dicasterio para la Evangelización usque ad octogesimum secundum annum aetatis.[36]
- El 28 de agosto de 2023 fue confirmado como miembro de la Pontificia Comisión para el Estado de la Ciudad del Vaticano, ad biennium..[37]

## Galería fotográfica

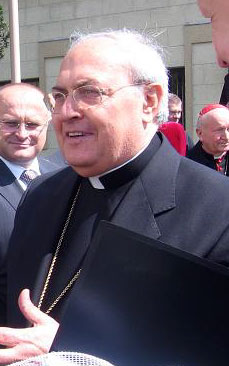
Cardenal Leonardo Sandri

## Distinciones
Caballero Gran Cruz de la Orden de Bernardo O'Higgins
- En Chile, 1993

 Gran oficial Orden Nacional del Mérito
- En Paraguay, 1995

 Caballero gran cordón de la Orden del Libertador
- En Venezuela, 2000

 Caballero gran cruz de la Orden de Isabel la Católica
- En Madrid, 27 de abril de 2001

 Caballero de la Orden Nacional del Cedro
- En Líbano, 2001

 Caballero gran cruz de la Orden de los Santos Mauricio y Lázaro
- En 2002

 Caballero gran cruz de la Orden Nacional del Mérito
- En Colombia, 2002

 Caballero gran cruz de la Orden del Quetzal
- En Guatemala, 2002

 Caballero de segunda clase de la Orden de la Doble Cruz Blanca
- En Eslovaquia, 2002

Capellán gran cruz conventual ad honorem de la Orden de Malta
- En 2002

 Comendador de la Legión de Honor
- En Francia, 2003

 Caballero gran cruz de la Orden Nacional de la Cruz del Sur
- En Brasil, 2003

 Caballero de la Orden de los Caballeros de Madara
- En Bulgaria, 2003

 Caballero de la Orden del Libertador de los esclavos José Simeón Cañas
- En El Salvador, 2004

 Gran oficial de la Orden de la Estrella de Rumania
- En Rumania, 2004

 Caballero de la Orden al Mérito
- En Ucrania, 2004

 Comendador con estrella de la Orden al Mérito de la República de Hungría
- En Hungría, 2005

 Caballero gran cruz de la Orden al Mérito de la República Italiana
- En Roma, 13 de junio de 2005 por iniciativa Presidente de la República

 Caballero Gran Cruz de la Orden de la Corona de Roble
- En Luxemburgo, 2005

 Caballero gran cruz de la Orden del Santo Sepulcro de Jerusalén
- En Roma, 2007

 Caballero gran cruz de la Orden del Mérito de la República Federal de Alemania
- En Alemania, 2008

 Bailío gran cruz de honor y devoción de la Orden de Malta
- En Roma, 2010

 Comendador de la Orden al Mérito de la República de Polonia
- En Polonia, 2010

 Caballero gran cruz de la Orden de la Estrella de Rumania
- En Roma, 2012